# Boínder

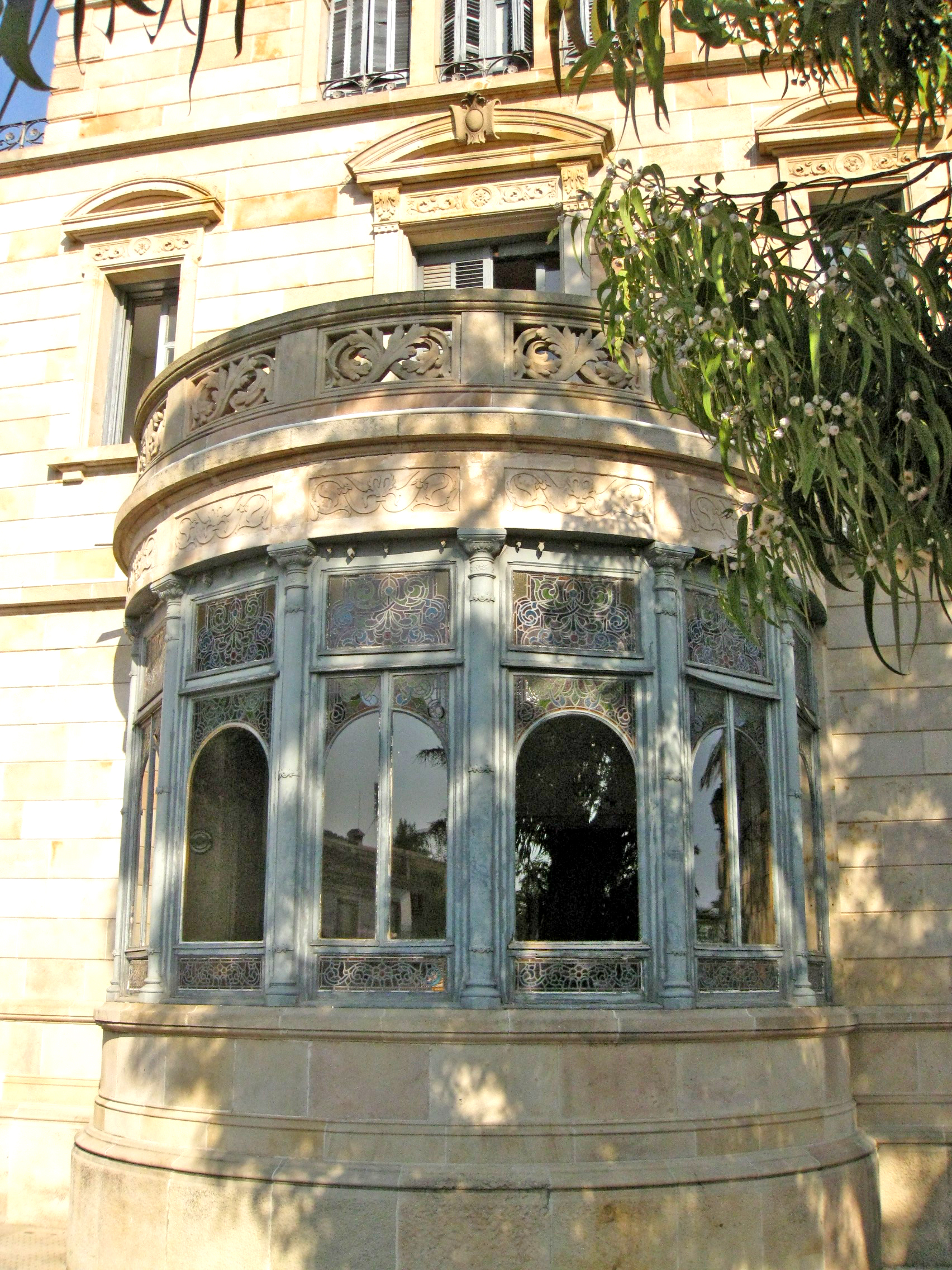
Boínder de la casa Marsans de Barcelona, de 1907, actual albergue juvenil Mare de Déu de Montserrat

Un boínder es un balcón cubierto de ventanas, o vidrieras, por los tres lados que sale afuera del edificio con el objetivo inicial de crear espacio y luminosidad a una sala del interior. Aparecieron en Reino Unido durante el siglo XVIII, siendo especialmente populares durante los años 70 de aquel siglo y posteriormente en los dos últimos tercios del siglo XIX, convirtiéndose en un elemento típico de la arquitectura victoriana.
Durante el siglo XVIII (1713-1756, 1763-1782 y 1798-1802) la isla de Menorca estuvo dominada por los británicos, dejando como legado construcciones (fortificaciones, torres de defensa, el fuerte de Marlborough, el hospital de la Isla del Rey, el aljibe de Mercadal, etc.) y elementos arquitectónicos propios de la moda y usos británicos de la época, como las ventanas de guillotina y los balcones con ventanas.
A estos últimos los ingleses los llamaban bay-windows, ventanas en forma de bahía. Habitualmente sus plantas eran de forma poligonal (como un rectángulo o un trapecio) aunque a veces podían tener forma de arco de circunferencia, y en este caso se llamaban bow-windows. De esta palabra derivó al menorquín la palabra "boínder".

## Eficiencia energética

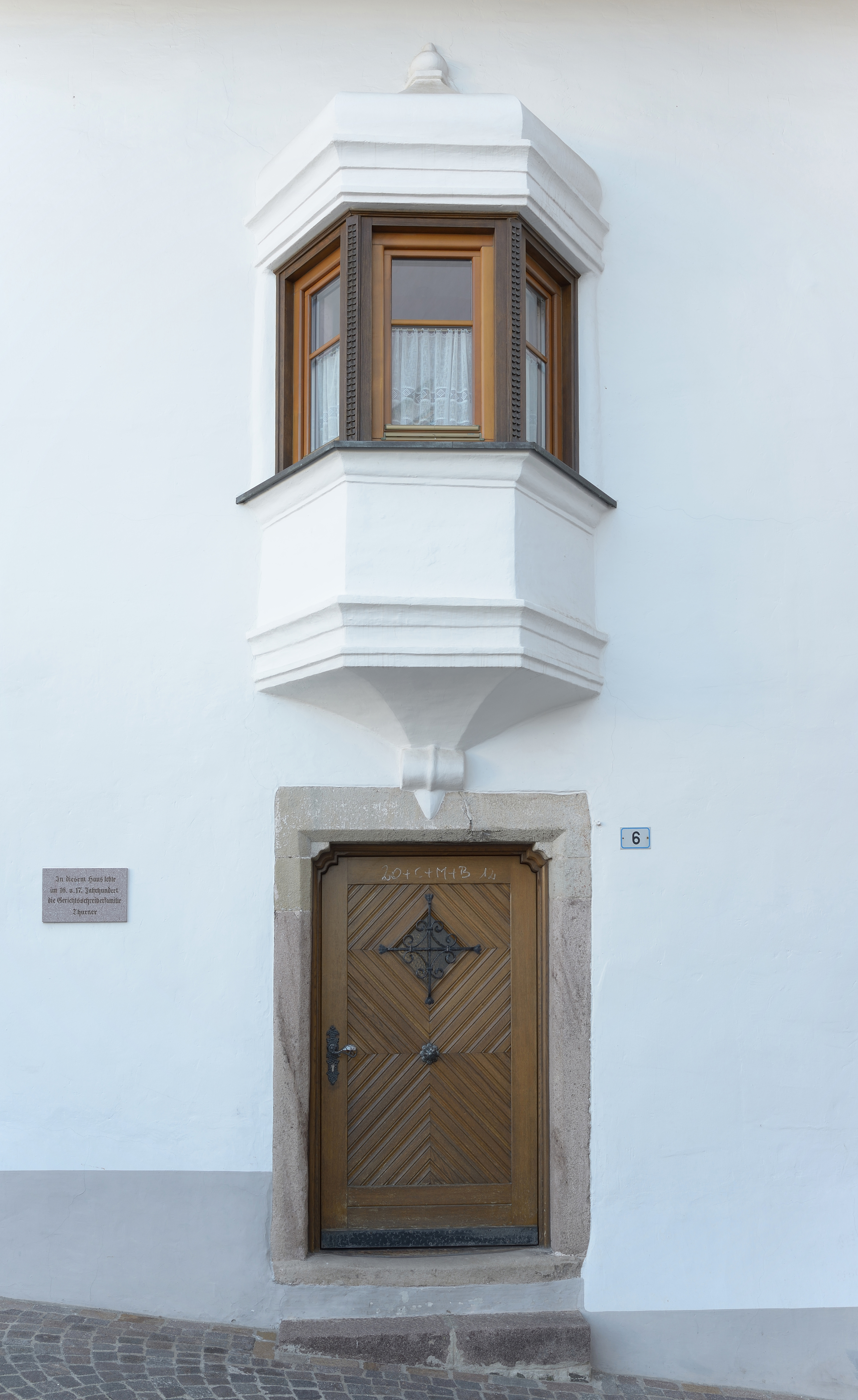
Intentando integrar un boínder en la arquitectura y clima mediterráneo

Este elemento arquitectónico tiene sentido y utilidad práctica en la Gran Bretaña como consecuencia de su clima y latitud, pero en cambio no se adapta nada a los mediterráneos. El uso de estos ventanales, así como el de los muebles que todavía se fabrican y se usan en Menorca, respondía a la necesidad emocional de incorporar elementos de la cultura británica, en un principio por los propios británicos recién llegados a la isla. Lo mismo ocurrió en algunos lugares de Italia, bajo dominación británica, donde se llamaron (en italiano) finestra a bovindo.
Las ventanas que se adaptan mejor al clima balear y mediterráneo en general son las correspondientes a la arquitectura tradicional isleña: pequeñas para mantener la frescura en verano. La altura a la cual se encuentran las ventanas tradicionales y sus dimensiones, teniendo en cuenta el grosor de las paredes, permiten que en verano  -cuando los rayos del sol son más perpendiculares al suelo, y por tanto paralelos a las paredes-  estos no entren a dentro de la casa, mientras que en invierno -cuando los rayos son más diagonales- entren al interior calentando y aportando luminosidad. Este mismo principio es el que se usa en el muro Trombe.
El Código Técnico de Edificación español de 2007 considera el muro de Trombe una fuente de energía solar pasiva para mantener la temperatura deseada dentro de un edificio. Por otro lado menciona a los «invernaderos adosados», que describe como balcones de ventanas y considera una buena manera de conseguir luz y calor del sol de forma pasiva en lugares con climas fríos (clima continental). Por ejemplo en España son típicos en Vitoria.
- Datos: Q767827
- Multimedia: Bow windows / Q767827